# Franciszek Piaścik
Franciszek Piaścik (ur. 7 grudnia 1902 w Mątwicy, zm. 7 stycznia 2001 w Warszawie) – polski architekt, dziekan Wydziału Architektury Politechniki Warszawskiej.

## Życiorys
Urodził się w rodzinie Floriana (zm. 1941) i Anny z Serwatków (zm. 1950). Uważał się za Kurpia. Rodzina Piaścików przybyła do Mątwicy z okolic Dobrego Lasu. Po ukończeniu szkoły w rodzinnej Mątwicy, uczęszczał do Gimnazjum Męskiego w Łomży. W 1915, kiedy zaczęła się niemiecka okupacja, wstąpił do harcerstwa. W 1917 drużyna nawiązała kontakt z Polską Organizacją Wojskową, do której Piaścik dołączył. W niepodległej Polsce kontynuował naukę w gimnazjum, działał w harcerstwie, w 1919 był przybocznym Pierwszej Męskiej Drużyny Harcerzy im Tadeusza Kościuszki, pełniąc jednocześnie obowiązki sekretarza nowo powołanego Hufca Męskiego ZHP. Podczas wojny polsko-bolszewickiej, wraz z grupą starszych harcerzy ochotniczo do batalionu zapasowego 33 pp., brał udział m.in. w walkach pod Radzyminem. W październiku 1920 pod Słuckiem został ciężko ranny w nogę. Latem 1922 jako inwalida został zdemobilizowany i wrócił do nauki w gimnazjum. Nadal działał w harcerstwie i aż do matury pełnił funkcję drużynowego Drużyny Starszych Harcerzy tj. uczniów ostatnich klas (7–8) łomżyńskiego gimnazjum. Po uzyskaniu w 1923 matury podjął studia na Wydziale Architektury Politechniki Warszawskiej. W 1927 został tam asystentem. W 1930 uzyskał dyplom magistra inżyniera, a następnie uzupełniał wiedzę na uczelniach w Czechosłowacji, Danii, Niemczech i Szwecji. W 1935, po obronie pracy Osadnictwo w Puszczy Kurpiowskiej, uzyskał stopień doktora nauk technicznych, zaś w 1941 podczas tajnego nauczania tytuł docenta. Od 1935 należał do Centralnego Związku Młodzieży „Siew”.
Podczas II wojny światowej kierował Wydziałem Odbudowy Wsi w Departamencie Robót Publicznych i Odbudowy Delegatury Rządu na Kraj. Uczestniczył w konspiracyjnym nauczaniu.
Po zakończeniu wojny powrócił do pracy naukowo-dydaktycznej. Od 1945 był kierownikiem Katedry Budownictwa Wiejskiego na Politechnice Warszawskiej. W 1946 został powołany na stanowisko naczelnego komisarza odbudowy wsi, w tym samym roku został profesorem nadzwyczajnym, a w 1962 profesorem zwyczajnym na Politechnice Warszawskiej. W latach 1957–1958 i 1966–1972 był dziekanem Wydziału Architektury. W 1957 organizował i kierował Studium Podyplomowym Architektury i Planowania Wsi, w latach 1960–1966 przewodniczył Sekcji Architektury i Planowania Wsi Komitetu Architektury i Urbanistyki Polskiej Akademii Nauk. W 1971 został dyrektorem Instytutu Architektury i Planowania Wsi, w 1973 przeszedł na emeryturę.
W latach 1945–1946 należał do Stronnictwa Ludowego, od 1957 Zjednoczonego Stronnictwa Ludowego. W 1945 był radnym Rady Narodowej Miasta Stołecznego Warszawy. W 1947 był współzałożycielem Stowarzyszenia pn. „Instytut Gospodarstwa Domowego” z siedzibą w Warszawie.
W 1939 wraz z Ludwikiem Krzywickim i ks. Władysławem Skierkowskim brał udział w reaktywacji Związku Puszczańskiego. W 1958 współorganizował I Zjazd Wychowanków i Nauczycieli Szkół Łomżyńskich. W latach 1959–1963 kierował „Studiami nad organizacją Regionu Kurpiowskiego”, współpracując z architektami, rolnikami, ekonomistami, leśnikami i geografami. Na początku lat 80. XX wieku współinicjował powołanie Drużyny Weteranów Harcerzy Ziemi Łomżyńskiej.
Projektował głównie budownictwo wiejskie oraz zajmował się planowaniem przestrzennym wsi. Zaprojektował letnisko Żarki. Pracował dla kurii biskupiej w Łomży. W drugiej połowie lat 30. XX wieku zaprojektował kompleks budynków do przechowywania i przetwórstwa owoców z sadów w okolicy Łomży. Zrealizowana część projektu sprawdziła się, ale nie przetrwała II wojny światowej.
Publikował prace o charakterze historycznym i teoretycznym.
Miał córki Elżbietę i Marię.
Zmarł w Warszawie. Urnę z jego prochami złożono 20 stycznia 2001 w grobie rodzinnym na cmentarzu parafialnym w Nowogrodzie k. Łomży.

## Członkostwo
- Rada Naukowa Instytutu Badawczego Budownictwa
- Rada Naukowa Instytutu Urbanistyki i Architektury
- Rada Naukowa Ministerstwa Budownictwa i Przemysłu Materiałów Budowlanych
- Rada Naukowa Towarzystwa Rozwoju Ziem Zachodnich
- Rada Naukowa Instytutu Techniki Budowlanej
- Rada Naukowo-Ekonomiczna województwa warszawskiego i białostockiego
- Rada Naukowa Komitetu Urbanistyki i Architektury (następnie Komitetu Budownictwa, Architektury i Urbanistyki)
- Białostockie Towarzystwo Naukowe
- Łomżyńskie Towarzystwo Naukowe im. Wagów – członek założyciel
- Towarzystwo Przyjaciół Ziemi Łomżyńskiej – członek założyciel
- Towarzystwo Naukowe Płockie[1][3]

## Publikacje
- Współczesne budownictwo wiejskie, 1936.
- Przykładowe projekty zagród wiejskich, 1938.
- Osadnictwo w Puszczy Kurpiowskiej, Warszawa 1939. mars.cbr.edu.pl:8443. [zarchiwizowane z tego adresu (2022-08-21)]. – praca doktorska[3].
- Planowanie osiedli wiejskich, 1939.
- Odbudowa i przebudowa wsi, 1945.
- Krótki zarys historii architektury, 1955.
- Regionalne formy architektury ludowej, 1955.
- Krótka charakterystyka tradycyjnych form architektury ludowej, [w:] Ze studiów nad budownictwem wiejskim, Warszawa 1957, s. 29–54.
- Zagadnienie systemu osiedleńczego na obszarach wiejskich, 1959[3].

## Ordery i odznaczenia
- Krzyż Komandorski z Gwiazdą Orderu Odrodzenia Polski (pośmiertnie, 18 stycznia 2001)[7]
- Krzyż Oficerski Orderu Odrodzenia Polski (19 lipca 1946)[8]
- Złoty Krzyż Zasługi
- Medal Niepodległości (22 grudnia 1931)[9]
- Medal Zwycięstwa i Wolności 1945
- Medal 10-lecia Polski Ludowej (19 stycznia 1955)[10]
- Medal Komisji Edukacji Narodowej[11]
- Medal Politechniki Warszawskiej (1999)
- Odznaka „Zasłużony Działacz Kultury”
- Odznaka „Zasłużony Działacz Towarzystwa Rozwoju Ziem Zachodnich”
- Złota Odznaka Zasłużony dla Politechniki Warszawskiej[1][2]

## Upamiętnienie
W 2016 Związek Kurpiów apelował o nazwanie ulic we wsiach i miastach na terenie regionu nazwiskami ważnych dla Kurpiów postaci historycznych, wśród nich Piaścika. Patronuje ulicy w Nowogrodzie.
W setną rocznicę jego urodzin i prawie w pierwszą rocznicę śmierci w gmachu Politechniki Warszawskiej odsłonięto tablicę upamiętniającą.